# حتمية بارامترية
الحتمية البارامترية هي تفسير ماركسي لسيرورة التاريخ، وضعها أرنست ماندل، ويمكن اعتبارها شكلًا من أشكال المادية التاريخية لكارل ماركس أو فلسفة التاريخ.

في مقال ينتقد الماركسية التحليلية التي تبنّاها جون إلستر، يشرح ماندل الفكرة بقوله:
تُعتبر الحتمية الديالكتيكية، على الضد من الحتمية الميكانيكية أو المنطقية الصورية، حتميةً بارامترية؛ فهي تُتيح لأنصار المادية التاريخية فهْم الموضع الحقيقي للفعل البشري في الطريقة التي تتكشّف بها العملية التاريخية والطريقة التي تتحدد بها نتيجة الأزمات الاجتماعية. ويصوغ الرجال والنساء بالفعل تاريخَهم بأنفسهم. فنتيجة أفعالهم ليست محددة مسبقًا بشكل ميكانيكي. إن معظم الأزمات التاريخية، إن لم نقل كلها، لها أكثر من نتيجة محتملة، ولا تقتصر على نتائج عرضية أو اعتباطية لا يمكن حصرها؛ وهذا هو السبب في استخدامنا مصطلح «الحتمية البارامترية» للإشارة إلى عدة احتمالات ضمن مجموعة معينة من المعايير.

## العقلانية الصورية والعقل الديالكتيكي
في الحتمية المنطقية-الصورية، يُعتبر الفعل البشري إما عقلانيًا، وهكذا يمكن تفسيره منطقيًا، أو اعتباطيًا وعشوائيًا (في هذه الحالة لا يمكن فهم الأفعال البشرية في أحسن الأحوال سوى بوصفها أنماطًا للتوزيعات الإحصائية، بمعنى أنها درجات من التفاوت المتصلة ببعض الثوابت). إنما في الحتمية الديالكتيكية، قد يكون الفعل البشري غير اعتباطي ومحددًا، وبالتالي فهو معقول، رغم عدم القدرة على تفسيره بشكل حصري من ناحية الاستدلال الاستنباطي. قد لا يكون الفعل الذي اختاره بعض الأشخاص من بين خيارات محدودة هو «الأكثر منطقية» أو «الأمثل»، ولكن يمكن إثبات أنه غير اعتباطي ومعقول في تلك الظروف، إذا أُخذ السياق بأكمله بعين الاعتبار.
مؤدّى ذلك أنه في المواقف الإنسانية عادةً ما تعمل العديد من أوجه «المنطق» في نفس الوقت والتي تحدد معًا نتائج تلك المواقف:
- منطق الفاعلين أنفسهم في وعيهم وأفعالهم؛
- منطق المقاييس الموجودة والتي تقيّد سلوكهم؛
- ومنطق العلاقة التفاعلية (الانعكاسية) بين الفاعلين وظرفهم.

إذا نظر المرء إلى جانب واحد فحسب من هذه الجوانب، فقد يُطلق حكمًا على تصرفات الناس بأنها «غير عقلانية»، ولكن إذا أُخذت الجوانب الثلاثة في الحسبان، فإن ما يفعله الآخرون قد يبدو «معقولًا للغاية». تسعى النظرية الديالكتيكية إلى إثبات ذلك عبر ربط «المستويات المنطقية» المختلفة معًا باعتبارها صورة كاملة، وبطريقة غير اعتباطية. تعني «المستويات المنطقية المختلفة» أن بعض المحددات التي تُعتبر غير ذات صلة في أحد مستويات التحليل مسُتثناة، رغم أنها ذات صلة وتندرج في مستوى آخر من التحليل بالإضافة إلى مجموعة مختلفة إلى حد ما (أو موسعة) من الافتراضات وفقًا لنوع المشكلة قيد الدرس.
على سبيل المثال، عند يواجه الأشخاص موقفًا ما، فاللغة التي يعبّرون بها عن الموقف تكشف أنه يمكنهم الانتقال بسرعة من سياق إلى سياق آخر متّصل، مع علمهم أن بعض الاستنتاجات، وليس كلها، التي يمكن استخلاصها من ذلك السياق غير ذات جدوى في سياق آخر. ويرجع ذلك إلى معرفتهم أن الافتراضات في سياقٍ ما تختلف بعض الشيء عنها في سياق آخر. ومع هذا، يمكن أن يوجد السياقان في نفس الوقت، ويمكن حدوثهما في نفس الموقف، وهو ما يمكننا إثباته من خلال تحديد الصِلات الوسيطة بينهما. من الصعب إضفاء طابع المنطق الصوري على هذا الأمر بشكل دقيق، ولكن الناس يفعلون ذلك دائمًا، ويعتقدون أنه «معقولٌ» تمامًا. وفي مثال آخر، يقول البعض: «لا يمكنك فهم ذلك إلا إذا عشت الموقف بنفسك» أو كنت «على أرض الواقع». وما يقصدونه هو أن معنى مجموع العوامل المتفاعلة لا يمكن فهمه إلا من خلال تجربتها. أما بالنظر إلى الموقف من خارجه، فتبدو الأشياء غير عقلانية، لكن عند الانخراط فيه، تبدو معقولةً للغاية.